# Chris Goss

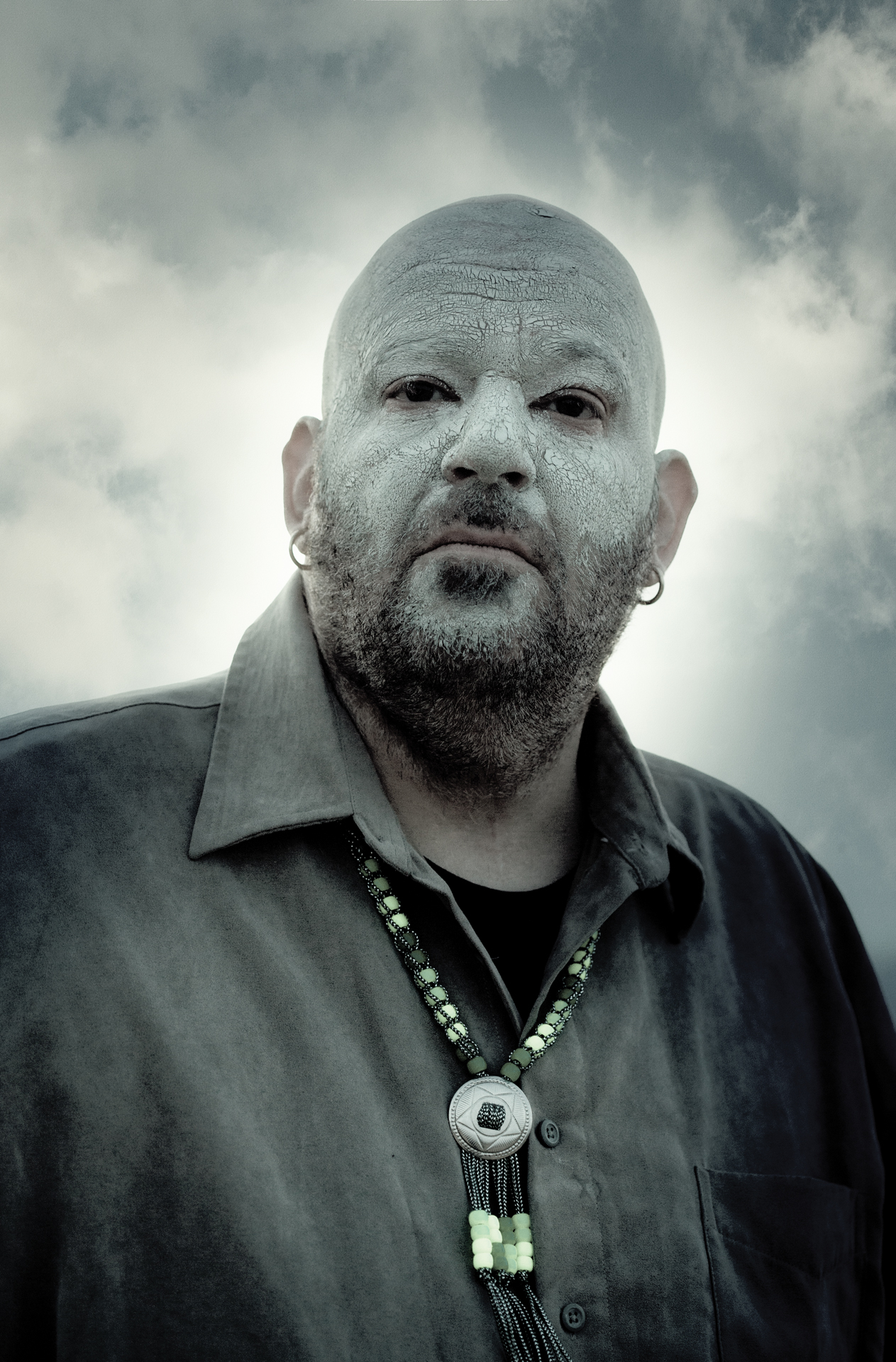
Chris Goss en Suiza

Chris Goss (17 de agosto de 1958) es un músico y productor estadounidense, especializado en trabajar con grupos stoner rock y hard rock. Es, además, guitarrista y vocalista de su propia banda, Masters of Reality.

## Biografía
La carrera musical de Goss comienza en 1981, cuando funda Masters of Reality, uno de los grupos más importantes del rock desértico o stoner rock. Con ellos ha grabado cinco álbumes de estudio desde aquel año hasta la fecha. La razón por la que el número de álbumes es tan escaso con respecto al tiempo que llevan de carrera (más de 25 años) se deba a que su líder, Goss, ha prestado más atención a las bandas a las que produjo y apadrinó durante su carrera. Y es que en su currículum como productor destacan bandas como Kyuss, Queens of the Stone Age, Soulwax o Melissa Auf der Maur. Precisamente de Kyuss afirma que "por supuesto que Kyuss pasarán a la historia como un grupo sin igual. Desgraciadamente aquello se desbocó porque allí adentro había muchos egos. Cada uno de los miembros tenía una visión diferente de lo que debía ser el grupo, así que la incompatibilidad acabó con el grupo. Nuestro nuevo disco tiene mayor parecido con Rated R de Queens Of The Stone Age, aunque menos duro. Te diría que somos bandas complementarias; somos amigos y escuchamos el mismo tipo de música, además hemos compartido a un colaborador, el grandísimo Mark Lanegan, un tipo tanto humana como musicalmente hablando excepcional".
En 2004 fue hospitalizado debido a una fuerte infección interna y tuvo que posponer su gira europea de Give Us Barabbas, quinto álbum de Masters of Reality.

## Artistas a los que ha producido o coproducido
- The Eighties Matchbox B-Line Disaster
- The Flys
- I Love You
- Kyuss
- Masters of Reality
- Mark Lanegan
- Melissa Auf der Maur
- Nebula
- Queens of the Stone Age
- Soulwax
- Slo Burn
- The Cult
- UNKLE

## Álbumes en los que ha aparecido
- 1996 - Dust by Screaming Trees.
- 1998 - Queens of the Stone Age de Queens of the Stone Age.
- 2000 - Spirit\Light\Speed de Ian Astbury.
- 2000 - Cocaine Rodeo de Mondo Generator.
- 2000 - Rated R de Queens of the Stone Age.
- 2001 - Vol. 7&8 de The Desert Sessions.
- 2002 - Songs for the Deaf de Queens of the Stone Age.
- 2003 - Vol. 9&10 de The Desert Sessions.
- 2003 - Here Comes That Weird Chill de Mark Lanegan Band.
- 2004 - Auf der Maur de Melissa Auf der Maur.
- 2005 - I Got a Brand New Egg Layin' Machine de Goon Moon.
- 2005 - Lullabies to Paralyze de Queens of the Stone Age.
- 2007 - Licker's Last Leg de Goon Moon.
- 2007 - Era Vulgaris de Queens of the Stone Age.
- 2013 - Sound city Soundtrack de Sound City Real to Reel.